# Klopce, Škofiče
Klopce (nemško Penken) je naselje v Občini Škofiče v Okraju Celovec-dežela na Koroškem v Avstriji.